# Богосян, Зак
Зака́ри (Зак) Богося́н (англ. Zachary Bogosian, арм. Զաքարի Պողոսյան; 15 июля 1990, Массена, Нью-Йорк, США) — американский хоккеист, защитник клуба Национальной хоккейной лиги «Миннесота Уайлд». На драфте 2008 года был выбран в 1-м раунде под общим 3-м номером клубом «Атланта Трэшерз». Дебютировав за «Трэшерз» в возрасте 18 лет и 84 дней, Зак стал самым молодым игроком в истории клуба. Закари также является первым хоккеистом армянского происхождения, который начал играть в НХЛ.
Юниорскую карьеру Богосян начал в 2006 году в Хоккейной лиге Онтарио (OHL), где на протяжении двух сезонов играл в составе команды «Питерборо Питс». В своём последнем сезоне в OHL стал одним из лучших хоккеистов лиги и был номинирован на «Ред Тилсон Трофи». 4 сентября 2008 года подписал трёхлетний контракт с «Трэшерз». На протяжении сезона 2009/2010, большую часть которого Зак играл с травмированной рукой, был одним из альтернативных капитанов «Атланты». В 2011 году заключил двухлетнее соглашение с «Виннипег Джетс». В сезоне 2011/2012, записав в свой актив 30 результативных баллов, Закари установил личный рекорд результативности по набранным очкам в НХЛ. В конце августа 2012 года Богосян перенёс операцию на травмированном запястье и из-за длительного восстановительного периода, который потребовался после хирургического вмешательства, долгое время оставался без игровой практики. 29 июля 2013 года подписал с «Джетс» новый долгосрочный контракт сроком на 7 лет. В феврале 2015 года «Джетс» обменяли защитника в «Баффало Сейбрз». Обладатель Кубка Стэнли 2020 года в составе «Тампа-Бэй Лайтнинг».
В составе сборной США принимал участие в чемпионате мира 2009 года, на котором американцы заняли итоговое 4-е место.

## Детство и юность
Зак родился в небольшом городе Массена, который расположен на севере штата Нью-Йорк, в семье Айка и Вики Богосянов. Когда Закари исполнилось 2,5 года, он впервые встал на коньки. В возрасте 3 лет начал играть в хоккей в системе Младшей хоккейной ассоциации Массены. Мечтой детства маленького Зака было выступать за один из клубов Национальной хоккейной лиги (НХЛ), и он стремился к этой цели всеми силами. Уже в семилетнем возрасте он играл наравне с ребятами, которые были старше его на 4-5 лет, и благодаря неплохой технике катания выделялся на льду среди своих сверстников. Впервые на позиции защитника Закари начал играть в команде для детей не старше 10 лет. Начиная с 2004 года, в течение двух лет выступал за команду школы-интерната Академии Кушинга «Пингвинз», где ассистентом главного тренера в то время был бывший защитник клубов «Бостон Брюинз» и «Колорадо Эвеланш», член Зала хоккейной славы — Рэй Бурк, а партнёром Богосяна в «Пингвинз» был младший сын Рэя, Райан. В сезоне 2005/2006 вместе с Заком в одной команде играл его старший брат Аарон.

## Юниорская карьера

### Сезон 2006/2007
На драфте Хоккейной лиги Онтарио (OHL) 2006 года Богосян был выбран командой «Питерборо Питс» в 1-м раунде под общим 19-м номером. В том же 2006 году команда «Сидар-Рапидс Рафрайдерс», представляющая Хоккейную лигу США (USHL), выбрала защитника на драфте в 13-м раунде под общим 155-м номером, а его старшего брата Аарона в 4-м раунде под общим 47-м номером. Однако, в отличие от Аарона, который начал играть в USHL, Закари предпочёл выступать за команду из OHL. Дебют за «Питс» для Зака состоялся 21 сентября 2006 года, в матче против команды «Брамптон Батталион», а спустя две недели, в игре против «Бельвиль Буллз», он забросил свою первую шайбу в OHL.
Всего по итогам сезона 2006/2007 в составе «Питерборо» хоккеист провёл на льду 67 матчей, отметившись в них 7 заброшенными шайбами и 26 результативными передачами. Записав на свой счёт в общей сложности 33 результативных балла, Богосян по набранным очкам занял второе место в команде среди новичков и защитников. Кроме того, Закари был включён во вторую Сборную молодых звёзд OHL, став тем самым одним из лучших защитников в лиге среди дебютантов.

### Сезон 2007/2008
В своём втором и последнем сезоне в OHL Богосян играл за «Питс» в качестве альтернативного капитана, став таким образом одним из лидеров команды. Начиная с первых матчей сезона Закари регулярно набирал очки в играх за «Питерборо», а 3 января 2008 года, во встрече против «Ошава Дженералз», Богосян, оформив хет-трик и отдав голевую передачу, заработал за один матч сразу 4 очка.
Закари принимал участие в Матче всех звёзд OHL 2008 в составе команды Восточной конференции и в конкурсе «Суперскиллз» на самый сильный бросок показал второй результат (одна из шайб, брошенная Заком, достигла скорости 157,84 километров в час, однако это оказалось меньше результата победителя соревнования Янника Вебера на 1,78 километра в час). Защитник также играл в Матче всех звёзд CHL, который ежегодно проводится под эгидой Канадской хоккейной лиги (CHL) среди перспективных участников драфта НХЛ, выступающих в трёх крупнейших юниорских хоккейных лигах Северной Америки: Хоккейной лиге Онтарио, Главной юниорской хоккейной лиге Квебека и Западной хоккейной лиге.
Всего в сезоне 2007/2008 в составе «Питерборо» хоккеист провёл на льду 60 матчей, в которых забросил 11 шайб и отдал 50 голевых передач. Записав в свой актив 61 балл, Богосян по набранным очкам стал самым результативным игроком в своей команде, а по количеству передач занял второе место в лиге среди защитников. Зак помог своей команде выйти в плей-офф Кубка Джей Росса Робертсона, но результат выступления «Питерборо Питс» в плей-офф оказался весьма скромным. Уже в четвертьфинале конференции «Питс» проиграли борьбу за выход в следующий раунд команде «Бельвиль Буллз» в пятиматчевом противостоянии. Закари сыграл во всех 5 играх серии и записал на свой счёт 3 очка, которые заработал за результативные передачи. По итогам сезона защитник был номинирован на «Ред Тилсон Трофи» — приз, ежегодно вручаемый лучшему хоккеисту OHL. Однако в решающем голосовании, которое выиграл Джастин Азеведо, Закари занял лишь 3 место. Богосяна также включили в первую Сборную всех звёзд OHL.

## Карьера в НХЛ

### Драфт
В итоговом рейтинге североамериканских игроков, который был составлен Центральным скаутским бюро НХЛ в апреле 2008 года, Богосян занял второе место, вслед за центральным нападающим «Сарния Стинг» Стивеном Стэмкосом. Скауты бюро оценили Закари как хоккеиста, обладающего большим потенциалом, который будет быстро прогрессировать в НХЛ. Первая тройка лидеров рейтинга была полностью представлена игроками, выступавшими за команды из OHL, а замкнул её защитник «Гелф Шторм» Дрю Даути.
Право выбирать первым на драфте 2008 года было предоставлено клубу «Тампа-Бэй Лайтнинг», показавшему худший результат выступления среди команд НХЛ в сезоне 2007/2008. «Тампа-Бэй» предсказуемо сделал выбор в пользу Стэмкоса, получившего статус фаворита среди новичков задолго до процедуры драфта. Что касаемо Зака и Дрю, то вплоть до дня проведения первого раунда драфта не было ясности кто из них будет играть в «Лос-Анджелес Кингз», а кто в «Атланта Трэшерз». Генеральный менеджер «Атланты» Дон Уодделл в интервью журналистам рассказал, что клуб намерен выбрать талантливого защитника, на которого команда сможет рассчитывать в долгосрочной перспективе. Однако «Трэшерз» должны были выбирать третьими, после «Кингз». В свою очередь руководство «Лос-Анджелеса» планировало заполучить защитника в пару к молодому Томасу Хики, который был задрафтован «Кингз» в 2007 году под общим 4-м номером, и долгое время не могло принять решение кого именно выбрать Зака или Дрю. В итоге на драфте «Лос-Анджелес» сделал выбор в пользу Даути, а Богосяна выбрал клуб «Атланта Трэшерз».

### Сезон 2008/2009
После драфта, в начале июля, защитник прибыл в расположение тренировочного лагеря новичков «Трэшерз». Уже на первых тренировках он проявил себя с хорошей стороны и получил положительные отзывы в свой адрес от главного тренера команды Джона Андерсона, который очень высоко оценил уровень мастерства Богосяна. Затем Закари принял участие в сборах молодёжной сборной США, проходивших в деревне Лейк-Плэсид. За ходом тренировок Зака внимательно наблюдал генеральный менеджер «Атланты» Дон Уодделл, который в период сборов провёл несколько личных встреч с хоккеистом. Позже Уодделл высказал мнение, что Зак готов выступать в НХЛ, а контракт с ним «Трэшерз» планируют заключить в сентябре. 4 сентября 2008 года Богосян стал игроком «Атланты», поставив подпись под первым контрактом в своей профессиональной карьере, который был рассчитан сроком на 3 года.
Дебют защитника в НХЛ состоялся 10 октября 2008 года, в первом для «Трэшерз» матче регулярного сезона 2008/2009 против клуба «Вашингтон Кэпиталз». Выйдя на лёд в составе своей команды в игре против «Кэпиталз», Зак стал самым молодым хоккеистом в истории «Атланты», побив тем самым предыдущий рекорд, который принадлежал россиянину Илье Ковальчуку (на момент первой игры в НХЛ Ковальчуку исполнилось 18 лет и 172 дня, в то время как Богосян провёл дебютный матч в возрасте 18 лет и 87 дней). Хоккеисты «Атланты» выиграли встречу со счётом 7:4, а Закари в третьем периоде подрался с тафгаем «Вашингтона» Дональдом Браширом.
После дебюта Зак смог принять участие ещё в 7 матчах сезона, пока 28 октября, в игре против «Филадельфия Флайерз», не получил травму ноги. Проведённое медицинское обследование диагностировало у Богосяна перелом без смещения малоберцовой кости. Из-за травмы защитник пропустил полтора месяца и приступил к тренировкам по индивидуальной программе только в середине декабря. В конце декабря хоккеист был выведен из списка травмированных «Атланты», а чуть позже тренерский штаб клуба отправил его в Американскую хоккейную лигу (АХЛ) выступать за фарм-клуб «Трэшерз» — «Чикаго Вулвз», чтобы Закари набрал оптимальную игровую форму.
Дебютную шайбу в своей профессиональной карьере Богосян забросил уже в первой игре за «Вулвз», 3 января 2009 года, во встрече против «Рокфорд Айсхогс», поразив точным броском при розыгрыше большинства в третьем периоде ворота Кори Кроуфорда. Отыграв ещё 4 игры в АХЛ, Закари был отозван из фарм-клуба обратно в состав «Трэшерз». Первые очки в НХЛ Зак записал на свой счёт 17 января 2009 года, в игре против «Нэшвилл Предаторз», которую хоккеисты «Атланты» выиграли с разгромным счётом 7:2. В первом периоде Богосян принял участие в комбинации, которую точным броском по воротам соперника завершил Колби Армстронг, а в начале третьего периода Зак сам забросил шайбу.
Игра молодого защитника улучшалась от матча к матчу, и он начал регулярно зарабатывать очки в играх за свой клуб. Хоккеист внёс вклад в победу своей команды над «Лос-Анджелес Кингз» по буллитам со счётом 7:6, отдав партнёрам в основное время матча 3 голевые передачи, а во встрече с «Флоридой Пантерз» сделал дубль.
Усилий, приложенных Заком, оказалось недостаточно для попадания «Трэшерз» в розыгрыш плей-офф Кубка Стэнли 2009. Заняв 13-е место в своей конференции, клуб Богосяна второй год подряд остался без участия в плей-офф.

### Сезон 2009/2010
Как и предсказывали скауты Центрального скаутского бюро НХЛ, после дебюта в лиге, хоккеист начал прогрессировать, что по ходу сезона 2008/2009 отметил тогдашний капитан «Атланты» Илья Ковальчук. Закрепившись в основном составе и сумев проявить себя в играх за «Трэшерз», по мнению руководства Зак усилил защитную линию в своём клубе. Перед началом сезона 2009/2010 Богосян был назначен одним из альтернативных капитанов «Атланты».
Начиная с первых игр сезона, защитник стал регулярно зарабатывать очки в матчах за «Трэшерз». Во встрече против «Вашингтон Кэпиталз» он отметился дублем, благодаря двумя точными броскам, нанесённым по воротам Семёна Варламова. Причём вторую шайбу Богосян забросил одновременно с финальной сиреной, и главный арбитр матча засчитал её после просмотра видеоповтора, когда игроки обеих команд уже были в раздевалках. Двух шайб, заброшенных Заком в матче, оказалось не достаточно для победы и «Атланта» проиграла со счётом 3:4. В следующей игре, против «Оттава Сенаторз», хоккеист отметился голом и помог своей команде прервать четырёхматчевую безвыигрышную серию.
В одном из игровых эпизодов матча против «Сенаторз» Богосян повредил запястье и большой палец правой руки, однако о полученных повреждениях он не сообщил ни медицинскому персоналу команды, ни тренерскому штабу и продолжил играть с травмой. Поначалу травмированная рука несильно беспокоила Закари, и после первой трети сезона он стал одним из лучших игроков защиты в «Трэшерз». В активе Зака было 8 шайб и он вплотную приблизился к рекорду результативности среди защитников в «Атланте» по заброшенным шайбам в одном сезоне, который был установлен Янником Трамбле в 2000 году. Кроме того, увеличив среднее время, проведённое на льду в одном матче, до 24-х минут, Богосян стал лидером по этому показателю среди хоккеистов «Трэшерз». Однако к декабрю последствия не вылеченной травмы сказались на игре Закари — его результативность упала, а боли в руке стали сильнее. Несмотря на это, защитник так и не рассказал о полученных повреждениях и играл с травмированной рукой до конца сезона, сообщив о проблемах со здоровьем только в апреле 2010 года.
«Атланта» в декабре провела серию из 9 матчей без единой победы. Клуб быстро опустился в нижнюючасть турнирной таблицы лиги. После ухода из команды в феврале 2010 года её капитана и многолетнего лидера Ильи Ковальчука, «Трэшерз» продолжили выступать нестабильно, чередуя победы с поражениями, и в итоге вновь остались без плей-офф Кубка Стэнли. Забросив 10-ю шайбу во встрече против «Торонто Мейпл Лифс», Зак повторил рекорд, установленный Янником Трамбле. Итоговое среднее время, проведённое защитником на льду в одной игре, к концу сезона достигло 21-й минуты, а по количеству сделанных силовых приёмов (198) Закари стал лидером среди хоккеистов «Трэшерз». Однако при этом по общему показателю полезности за сезон с результатом «-18» он занял в команде последнее место.

### Сезон 2010/2011
В межсезонье Богосян восстановился от последствий полученных повреждений. Перед началом регулярного чемпионата 2010/2011 Зак признался, что предыдущий сезон был для него очень тяжёлым, так как большую его часть он играл с травмой, которая не позволила ему в полной мере проявить себя на льду. Хоккеист также отметил, что с его стороны было большой ошибкой выступать за «Трэшерз», имея проблемы со здоровьем. Свою же готовность играть в новом сезоне он оценил как очень высокую.
На старте сезона после 3 сыгранных игр Закари получил травму плеча. Из-за повреждения он пропустил 6 матчей и вернулся в строй только к концу октября, приняв участие во встрече против «Баффало Сэйбрз». Первую шайбу в сезоне защитник забросил 17 ноября, в игре против «Флорида Пантерз», но она не спасла клуб Богосяна от поражения, которое для «Трэшерз» стало шестым в предшествующих семи встречах. В домашнем матче против «Нью-Йорк Айлендерс» Закари нанёс травму игроку соперника Майку Моттау после того, как шайба, брошенная Заком, угодила Майку в лицо и повредила ему глаз. Травма оказалась очень серьёзной, и игрок «Айлендерс» прямо с «Филипс-арена» был доставлен в больницу.
Во второй половине сезона 2010/2011 в НХЛ ходило множество разного рода слухов о возможном переходе хоккеиста в другую команду. Их причиной стали слова нового генерального менеджера «Атланты» Рика Дадли, сменившего в межсезонье на этом посту Дона Уодделла. В феврале 2011 года Дадли рассказал журналистам, что Богосян не относится к числу неприкосновенных игроков и при получении хорошего предложения от одного из клубов лиги руководством «Атланты» будет рассмотрена возможность обмена хоккеиста в другую команду. Хотя Дадли и подчеркнул, что пока руководство не собирается поднимать вопрос о переходе защитника, слухи о возможном обмене с участием Закари всё равно быстро распространились по НХЛ ввиду того, что к нему проявляли интерес многие клубы лиги. «Эдмонтон Ойлерз» и «Детройт Ред Уингз» являлись наиболее вероятными в списке возможных команд, где по слухам Зак мог продолжить карьеру. Однако, как и подчёркивал в своих словах генеральный менеджер «Атланты», клуб не спешил расставаться с Закари, так как фактически не был заинтересован в его обмене, и, несмотря на весь ажиотаж, поднятый вокруг защитника после слов Дадли, Богосян остался игроком «Трэшерз».
По итогам сезона «Атланта» в очередной раз не попала в розыгрыш плей-офф Кубка Стэнли и, заняв 12-е место в Восточной конференции, вновь стала одной из худших команд лиги. По общему показателю полезности с антирекордным для себя результатом «-27» Зак второй год подряд занял последнее место среди игроков «Атланты».

### Сезон 2011/2012

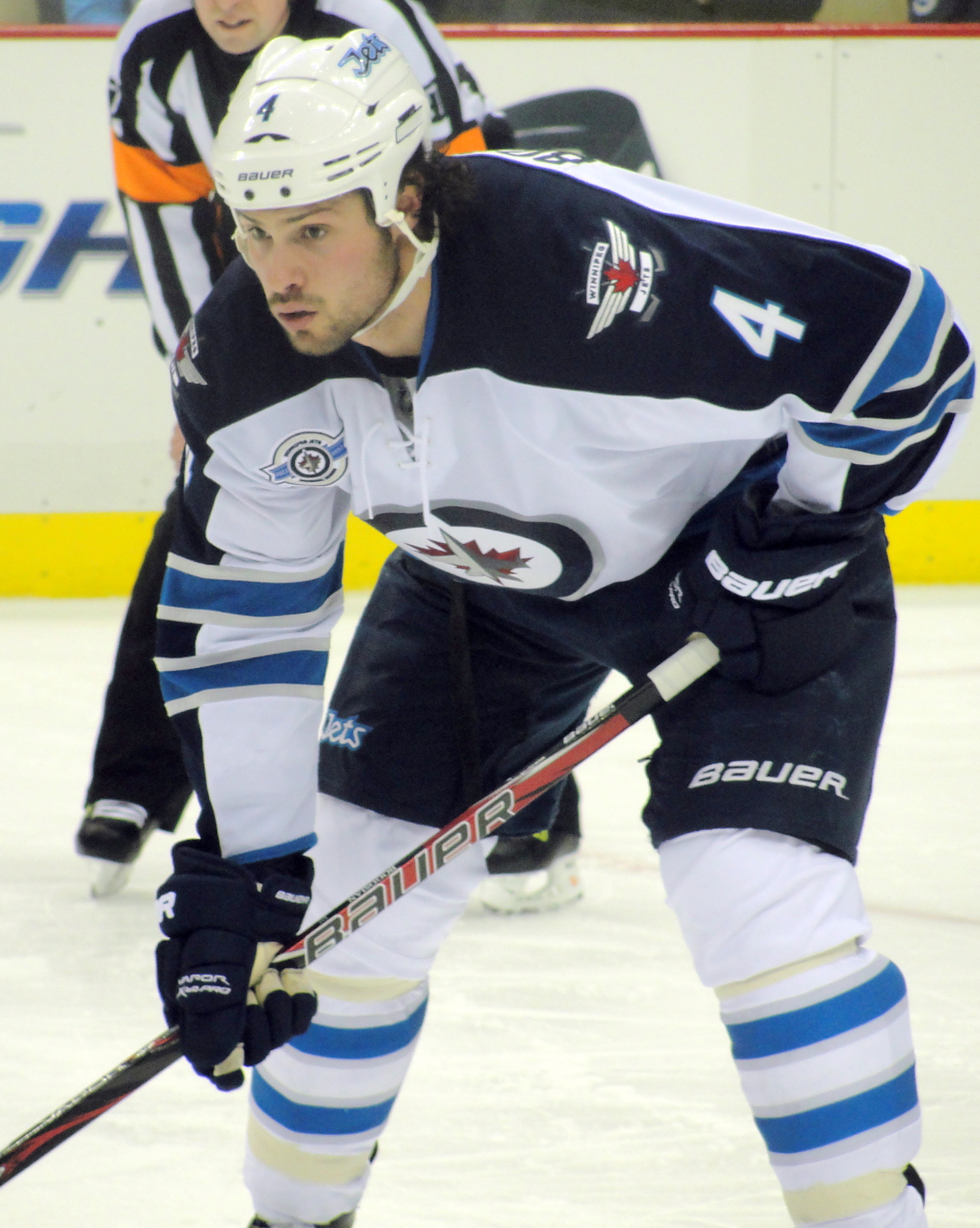
Богосян в феврале 2012 года

Переговоры между защитником и руководством «Атланта Трэшерз» о подписании нового контракта начались в конце сезона 2010/2011, но из-за разногласий, возникших по поводу финансовой части будущего соглашения, стороны сразу договориться не смогли. В мае 2011 года у «Атланты» появился новый владелец. Позже команда сменила город базирования на Виннипег и была переименована в «Виннипег Джетс». Все контракты, права на хоккеистов, а также право выбора на драфте 2011 года, которые принадлежали «Трэшерз», сохранились за «Джетс», и, следовательно, предложения о новом соглашении в первую очередь Богосян должен был рассматривать уже от руководства «Виннипега». Закари неоднократно говорил, что желает продолжить карьеру в «Джетс», но продолжавшиеся переговоры о контракте не дали каких-либо значимых результатов, и 1 июля хоккеист получил статус ограниченно свободного агента. Боб Мюррей — агент защитника, всеми силами пытался добиться подписания соглашения до начала сборов в тренировочном лагере, так как в противном случае Зак просто не смог бы в них принять участия. Из-за того, что в двух предыдущих сезонах Богосян не оправдал ожиданий, возложенных на него руководством клуба, он вряд ли мог рассчитывать на хороший контракт с высокой зарплатой. Однако после трудных и продолжительных переговоров стороны всё же согласовали все условия договора (в том числе и финансовые, которые для защитника оказались очень неплохими), и 14 сентября Закари поставил подпись под новым соглашением, рассчитанным сроком на 2 года. По новому контракту зарплата хоккеиста в сезоне 2011/2012 устанавливалась в размере двух миллионов, а в сезоне 2012/2013 в размере трёх миллионов долларов.
К середине сезона Зак дважды был близок к получению длительной дисквалификации на несколько матчей за грубые силовые приёмы, которые он провёл против Коди Икина и Пьера-Марка Бушара, во встречах с «Вашингтон Кэпиталз» и «Миннесота Уайлд» соответственно. Но в итоге после рассмотрения дел в Дисциплинарном комитете НХЛ, наказания в виде дисквалификации для Богосяна не последовало. В начале 2012 года защитника стали преследовать травмы, и в период с января по март из-за различного рода повреждений он пропустил в общей сложности 17 игр.
«Виннипег» в дебютном для себя сезоне в НХЛ, заняв 11-е место в своей конференции, не попал в розыгрыш плей-офф Кубка Стэнли 2012. Закари под руководством нового ассистента главного тренера Чарли Хадди показал более продуктивную и результативную игру, чем в предыдущих сезонах. В 65 матчах, сыгранных за «Джетс», Зак забросил 5 шайб и отдал 25 голевых передач. Заработав в общей сложности 30 баллов, он установил личный рекорд результативности по набранным очкам в своей профессиональной карьере.

### Сезон 2012/2013
В межсезонье во время проведения тренировок защитник стал испытывать дискомфорт и боли в правой кисти, не позволявшие ему в полной мере двигать рукой. Проведённое медицинское обследование потребовало хирургического вмешательства, выявив у Зака хронический разрыв связок правой кисти. В конце августа 2012 года хоккеисту была проведена операция на травмированной руке. Восстановительный период от последствий повреждения занял достаточно длительный срок, и только в январе 2013 года Богосян приступил к тренировкам. Ещё через полтора месяца, 15 февраля, в матче против «Питтсбург Пингвинз», Закари впервые после операции вышел на лёд в составе «Джетс». На полное восстановление от последствий травмы у защитника ушло больше 5 месяцев. Однако из-за локаута в сезоне, который продолжался до января 2013 года, Богосян к моменту своего первого появления на льду в официальном матче пропустил всего 12 игр.
В матче против «Каролина Харрикейнз», 18 апреля, Зак забросил шайбу, занявшую 5-е место в списке лучших голов игровой недели. Во встрече против «Нью-Йорк Айлендерс», 19 апреля, Закари досрочно покинул хоккейную площадку после того, как в одном из игровых эпизодов матча он получил травму. Проведённое медицинское обследование диагностировало у защитника сотрясение мозга. Из-за травмы Зак пропустил оставшиеся 3 игры регулярного сезона.
По итогам укороченного из-за локаута сезона команда Богосяна, заняв в Восточной конференции 9-е место, вновь осталась без участия в розыгрыше плей-офф.

### Сезон 2013/2014
После окончания сезона 2012/2013 у Закари закончился срок действия двухлетнего контракта с «Виннипегом». Переговоры о заключении нового соглашения руководство «Джетс» инициировало в июне 2013 года. Однако, как и в 2011 году, начавшись, они долгое время не приносили результата из-за разногласий, возникших по поводу финансовых условий нового контракта. В июле, находясь уже в статусе ограниченно свободного агента, для решения спорного вопроса хоккеист подал документы в арбитражный суд. Слушания по делу Богосяна были назначены на 2 августа. В свою очередь руководство «Виннипега», в лице генерального менеджера Кевина Шефелдэйоффа заявило, что не хочет доводить дело до судебных разбирательств и намерено договориться с защитником до установленной даты. Предпринятые руководством усилия всё же дали результат и новый контракт сроком на 7 лет, общей стоимостью 36 миллионов долларов был подписан сторонами до начала слушаний, 29 июля.
Матч против «Анахайм Дакс», сыгранный 6 октября 2013 года на домашней арене «Виннипега» «МТС Центр», стал для Закари 300-м в НХЛ. В течение сезона хоккеист получил две серьёзные травмы: травму паха и травму верхней части тела — первую в игре против «Филадельфия Флайерз», 15 ноября, вторую в матче против «Каролина Харрикейнз», 22 марта 2014 года. Встречи с «Филадельфией» и «Каролиной» из-за полученных повреждений защитник не доиграл до конца и оба раза покинул лёд до финальной сирены. Матч с «Харрикейнз» для Зака стал последним в сезоне, так как из-за травмы защитник пропустил оставшиеся 11 игр.
По итогам сезона 2013/2014 «Виннепег» не попал в розыгрыш плей-офф Кубка Стэнли 2014. Впервые, начиная с 2009 года, Богосян завершил сезон с положительным показателем полезности.

### Сезон 2014/2015

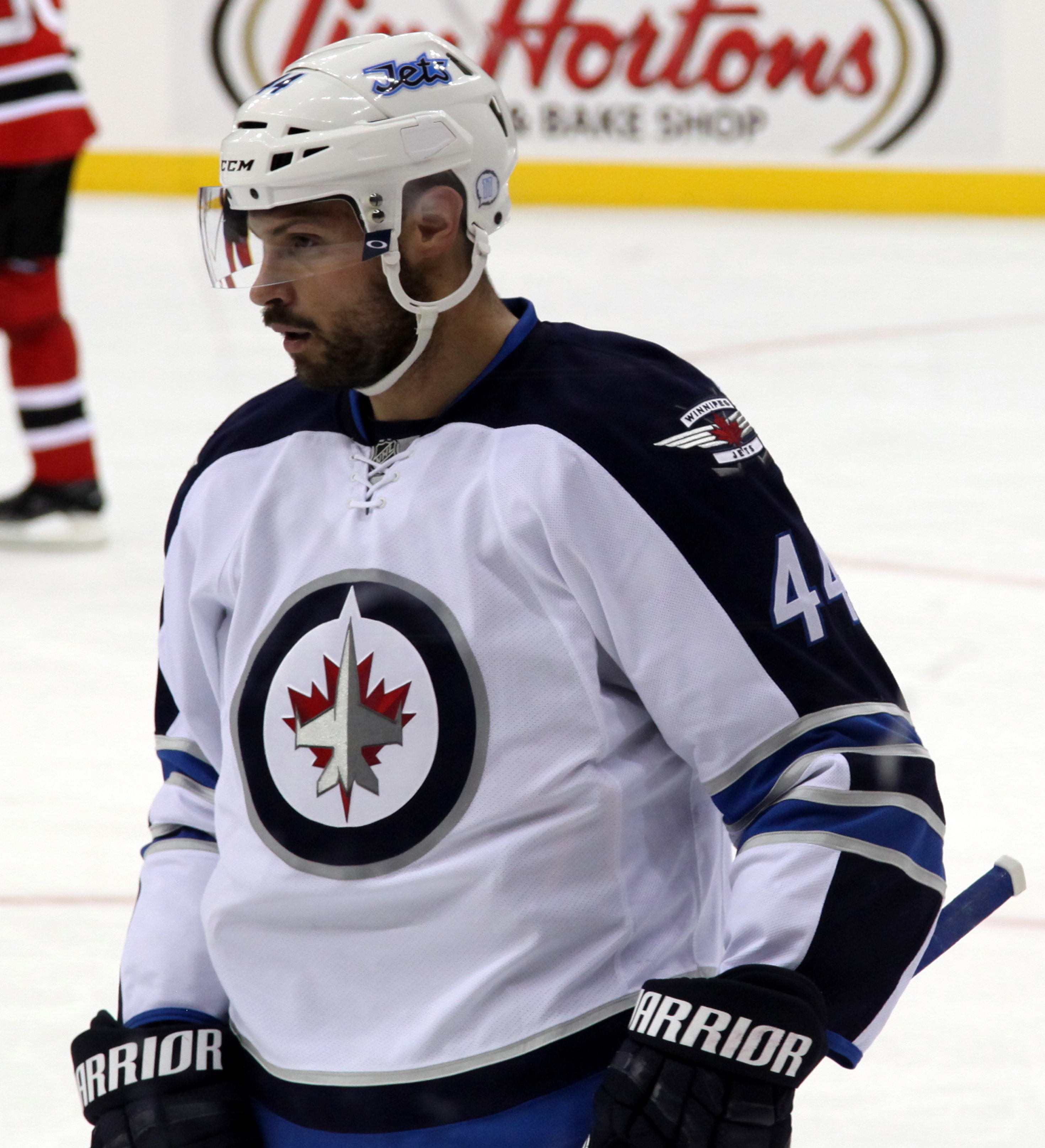
Сезон 2014/15 стал для Зака последним в составе «Джетс»

Седьмой сезон в НХЛ вновь не обошёлся для защитника без серьёзной травмы. 4 декабря 2014 года, в одном из игровых эпизодов матча против «Эдмонтон Ойлерз», Богосян получил повреждение нижней части тела. Врачи после проведённого медицинского обследования сделали прогноз, что на полное восстановление Закари потребуется от 4 до 6 недель. В итоге реабилитационный период продолжался больше месяца (защитник пропустил 14 игр регулярного чемпионата) и следующее появление хоккеиста в составе «Джетс» состоялось только 9 января 2015 года, во встрече против «Колорадо Эвеланш».
Сезон 2014/2015 оказался для Богосяна последним в составе «Джетс». Во второй половине регулярного чемпионата Зак вместе с партнёром по «Виннепегу» Эвандером Кейном стал частью сделки, по результатам которой защитник оказался в «Баффало Сейбрз». Клуб «Баффало» — один из аутсайдеров НХЛ, намеревался провести очередную перестройку команды для чего ему требовались новые игроки обороны, а также атаки. «Сейбрз» вступили в переговоры с «Джетс» и в итоге сумели договориться с канадским клубом об обмене интересующих их хоккеистов. 11 февраля 2015 года Богосян вместе с Кейном и Джейсоном Касдорфом был отдан в «Баффало». Взамен «Виннипег» получил четырёх игроков: Тайлера Майерса, Дрю Стэффорда, Брэндана Лемье и Йоэля Армиа, — а также право выбора в первом раунде драфта 2015 года. В новой команде защитник дебютировал 15 февраля, во встрече против «Филадельфия Флайерз», и уже в первой игре за «Баффало» установил рекорд сезона по количеству сделанных силовых приёмов в одном матче среди хоккеистов лиги — 11.
«Сейбрз» — ставшие худшей командой лиги в регулярном чемпионате, в отличие от «Виннипега» (который впервые после переезда из Атланты сумел выйти в плей-офф), не попали в число 16 клубов, продолживших борьбу за Кубок Стэнли. Богосян за семь сезонов, проведённых в НХЛ, так и не смог сыграть ни одной игры в рамках плей-офф.

### Сезоны 2015–2019
Сезоны 2015/16, 2016/17, 2017/18, 2018/19 Богосян провел в «Баффало», забив за 4 сезона 12 шайб и отдав 43 результативные передачи, но так и не попав с командой в плей-офф. При этом Зак пропустил достаточное количество матчей из-за различных травм: травмы колена в ноябре 2016 и операции на бедре в январе 2018.

### Сезон 2019/2020
Сезон 2019/20 защитник вновь начал в стане «Клинков», но 15 февраля Богосян был выставлен на драфт отказов, пройдя который должен был отправиться играть в АХЛ. Богосян отказался ехать в фарм-клуб и руководство «Баффало» расторгло контракт с хоккеистом. После расторжения контракта Зак быстро договорился с «Тампой», у которой на этот момент были травмированы Ян Рутта и Райан Макдона, и подписал контракт до конца сезона на $ 1,3 млн. Вместе с «молниями» Богосян впервые в своей карьере сыграл в плей-офф НХЛ и сразу же завоевал Кубок Стэнли.

### Сезон 2020/2021
После выигрыша Кубка Стэнли «Тампа» предлагала Богосяну годичный контракт, но защитник выбрал «Торонто Мейпл Лифс», с которым подписал годичный контракт на $ 1 млн.

## Международная карьера
После того как в сезоне 2008/2009 «Атланта» не попала в плей-офф Кубка Стэнли , Закари получил приглашение в сборную США для участия в чемпионате мира, который проходил в Швейцарии. На мировом первенстве сборная США дошла до полуфинала, где проиграла будущему чемпиону сборной России со счётом 2:3, а затем в матче за 3-е место уступила команде Швеции. Потерпев поражения от соперников в двух решающих матчах, американцы заняли на чемпионате итоговое 4-е место. В составе своей команды защитник провёл на турнире 9 матчей, отметившись в них одной результативной передачей в игре против Франции.
Богосян дважды был включён тренерским штабом в список кандидатов олимпийской сборной США, которая должна была выступать на зимних Олимпийских играх в Ванкувере и Сочи. Однако оба раза Зак не попал в состав сборной: в 2010 году, потому что игра с травмированной рукой по ходу сезона 2009/2010 не лучшим образом сказалась на результатах его выступления за «Атланту», а в 2014 году из-за того, что не выдержал конкуренции среди остальных игроков обороны своей сборной.

## Стиль игры
В первую очередь Богосян — это габаритный защитник, обладающий большой физической мощью, способный без особых проблем вести силовую манеру игры. Несмотря на свои внушительные габариты, на хоккейной площадке Зак также выделяется техникой катания, которая у него находится на весьма высоком уровне. На льду он умеет читать игру, показывает большую самоотдачу, хорошо контролирует шайбу, обладает неплохими скоростными качествами и достаточно сильным, хотя и не очень точным броском. Агрессивный при защите собственных ворот и стремительный при переходе в атаку, Закари способен одинаково хорошо играть как в меньшинстве, так и при реализации большинства. В среднем в одном матче Зак проводит на льду довольно много игрового времени, и по этому показателю он неоднократно был в числе лидеров среди хоккеистов своей команды. Однако при всех достоинствах, являясь к тому же одним из основных игроков обороны, Зак не всегда показывает стабильную игру — дважды по итоговому показателю полезности за сезон он становился худшим в своём клубе. Богосян имеет большой игровой потенциал, который он в полной мере не реализовал до конца, хотя и провёл в НХЛ уже не один сезон. Ещё одной слабой стороной защитника является его высокая подверженность травмам.

## Вне льда
Зак является первым хоккеистом армянского происхождения, который начал играть в НХЛ. Его прадед, Стефен Богосян, эмигрировал из Армении в США в 1923 году, в возрасте 16 лет, спасаясь от геноцида, устроенного властями Османской империи на контролируемых ими территориях в отношении армян. Однако по словам бывшего партнёра Богосяна по «Атланте» и «Виннипегу» Александра Бурмистрова, Закари не владеет армянским языком и разговаривает только на английском.
Отец Зака, Айк, во время учёбы в Сиракьюсском университете, в период с 1979 по 1981 год, играл на позиции раннинбека за студенческую команду по американскому футболу. Один из дядей Закари, Стив, был кадетом Военной академии США и во время службы также играл в американский футбол на позиции дефенсив тэкла. Айк вместе со своим братом Джарвисом занимаются семейным бизнесом: в Массене им принадлежит клининговая компания, которая специализируется на чистке ковров и напольных покрытий. Мать защитника по профессии парикмахер. У Зака есть два старших брата: Айк-младший и Аарон. Аарон во время учёбы в Сент-Лоуренском университете в течение четырёх сезонов выступал за студенческую хоккейную команду, затем играл в АХЛ и Хоккейной лиге Восточного побережья. Карьеру хоккеиста завершил в 2014 году и занялся тренерской деятельностью — стал ассистентом главного тренера мужской студенческой хоккейной команды Юнион-колледжа. Закари состоит в браке с Бьянкой Богосян, (урождённой Д’Агустино). Супруга защитника была футболисткой, играла на позиции полузащитника за команды «Атланта Бит» и «Бостон Брэкерз» из Национальной женской футбольной лиги. 16 сентября 2014 года Бьянка объявила о завершении профессиональной карьеры.
К увлечениям защитника относятся компьютерные игры и боулинг. Кроме хоккея он интересуется лакроссом. Его любимым фильмом является картина режиссёра Жан-Жака Анно «Враг у ворот», а любимым актёром Рассел Кроу. Закари нравится творчество музыканта Дэйва Мэтьюса. Своей любимой песней Зак называет композицию «The Final Countdown», в исполнении группы Europe. Из кулинарных предпочтений Закари в первую очередь можно выделить его неравнодушие к пасте. По словам хоккеиста, если бы ему предоставилась возможность поужинать с тремя знаменитостями, то он бы пригласил Майка Тайсона, Уэйна Гретцки и Джессику Альбу.

## Статистика
| Легенда | Легенда                    | Легенда | Легенда                   | Легенда | Легенда    |
| ------- | -------------------------- | ------- | ------------------------- | ------- | ---------- |
| И       | Количество проведённых игр | Штр     | Штрафное время            | +/−     | Плюс-минус |
| Г       | Голы                       | П       | Голевые передачи          | О       | Очки       |
| -       | Статистика неизвестна      | —       | Статистика не учитывалась |         |            |

### Международные турниры
- Статистика приведена по данным сайта NHL.com

## Достижения

### Личные
Юниорская карьера
| Год  | Команда        | Достижение                                    | Достижение |
| ---- | -------------- | --------------------------------------------- | ---------- |
| 2007 | Питерборо Питс | Попадание во вторую Сборную молодых звёзд OHL | [ 14 ]     |
| 2008 | Питерборо Питс | Попадание в первую Сборную всех звёзд OHL     | [ 18 ]     |
| 2008 | Питерборо Питс | Участник Матча всех звёзд CHL                 | [ 6 ]      |
| 2008 | Питерборо Питс | Участник Матча всех звёзд OHL                 | [ 15 ]     |

## Комментарии
1. ↑  «Трэшерз» сменили прописку на Виннипег и были переименованы в «Джетс», после того как в мае 2011 года у команды появился новый владелец
2. ↑  англ. Massena Minor Hockey Association